# Поддубное (Рамешковский район)
Поддубное — опустевшая деревня в Рамешковском районе Тверской области.

## География
Находится в восточной части Тверской области на расстоянии приблизительно 33 км на восток-юго-восток по прямой от районного центра поселка Рамешки.

## История
Известна с 1627—1629 годов как пустошь в вотчине Кириллова монастыря. В 1709 году здесь отмечается 4 двора. В 1859 году в русской казенной деревне Поддубная было 26 дворов, в 1887 — 30. В советское время работали колхозы «Путь Ленина» и «Ленинский путь», с 1991 года АО «Агроэнерго» (Москва). В 2001 году в деревне 6 домов местных жителей и 7 домов — собственность наследников и дачников. До 2021 входила в сельское поселение Ильгощи Рамешковского района до их упразднения. По состоянию на 2020 год опустела.

## Население
Численность населения: 216 человек (1859 год), 187 (1887), 11 (1989), 5 (русские 100 %) в 2002 году, 1 в 2010.